# Pyronia esperi
Pyronia esperi är en fjärilsart som beskrevs av Ruggero Verity 1953. Pyronia esperi ingår i släktet Pyronia och familjen praktfjärilar. Inga underarter finns listade.